# 澳門八景
澳門八景是指澳門特別行政區8個特指旅遊景點，於1992年由澳門8個社團聯合發起評選，從43個澳門旅遊景點中選出的8個。

## 背景
據清朝《澳門記略》記載，由廣州府第一任澳門海防軍民同知印光任寫的「濠鏡十景」五言詩中，巳抒發了昔日澳門美景的懷念和欣賞。濠鏡十景分別是：南灣浴日、蓮峰夕照、濠鏡夜月、雕樓春曉、三巴曉鐘、青洲煙雨、雞頸風帆、橫琴秋霧、望洋燈火、蘭寺濤光。但因時代變遷，昔日美景有些已不復存在。
在1992年，由澳門楹聯學會、澳門攝影學會、澳門歷史學會、澳門中華詩詞學會、中區扶輪社、澳門美術協會、澳門獅子會和澳門教育文化藝術學會八個社會團體，組成了新的澳門八景評議會。評選以考慮“歷史性、時代性、可觀性和連續性”原則，結果在一年後，從43個澳門景點中選出經共同評議的「澳門八景」。

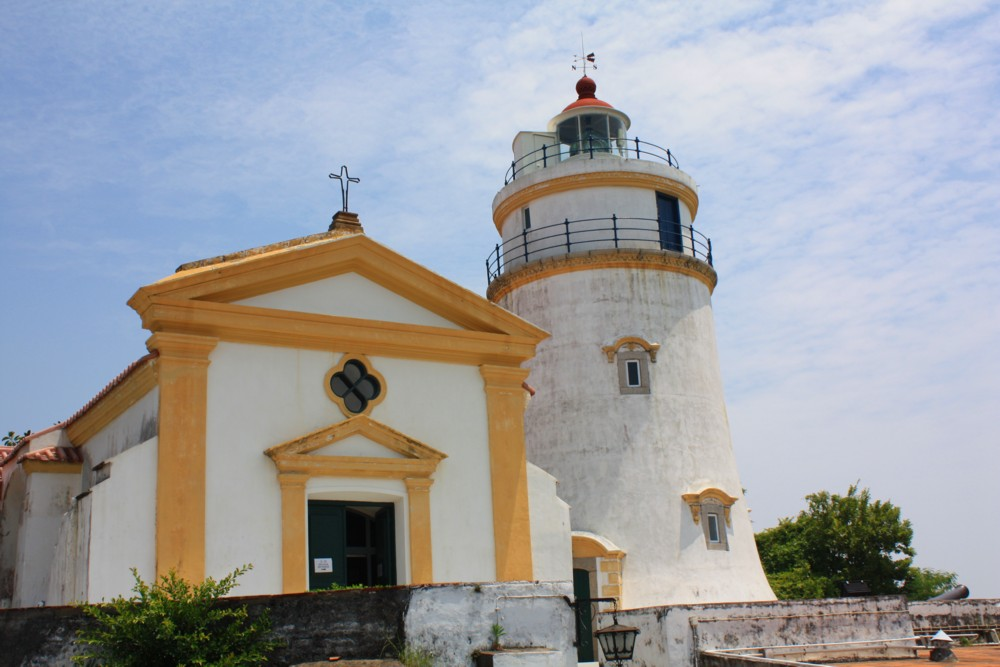
松山燈塔

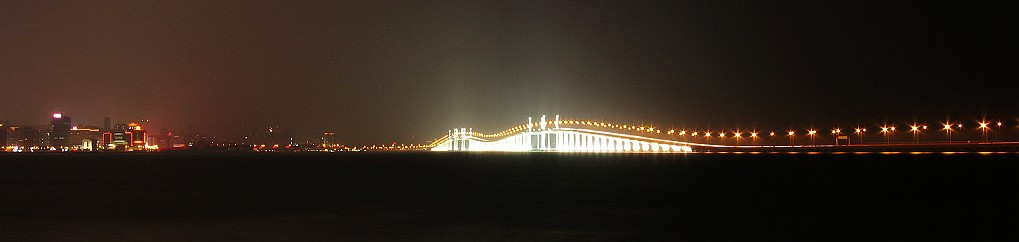
友誼大橋

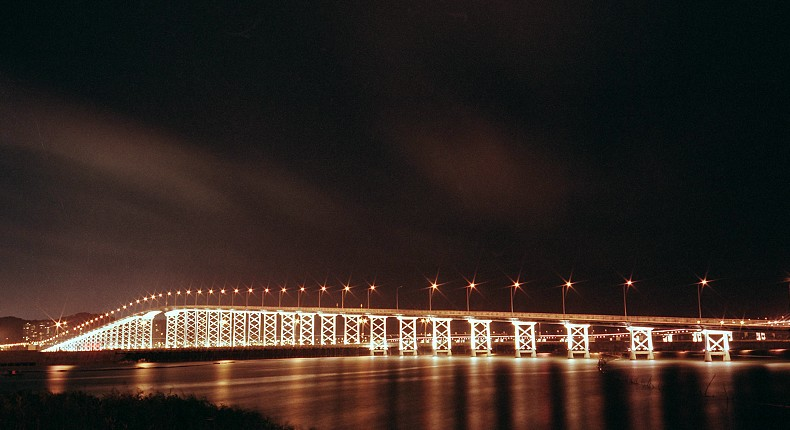
澳氹大橋夜景

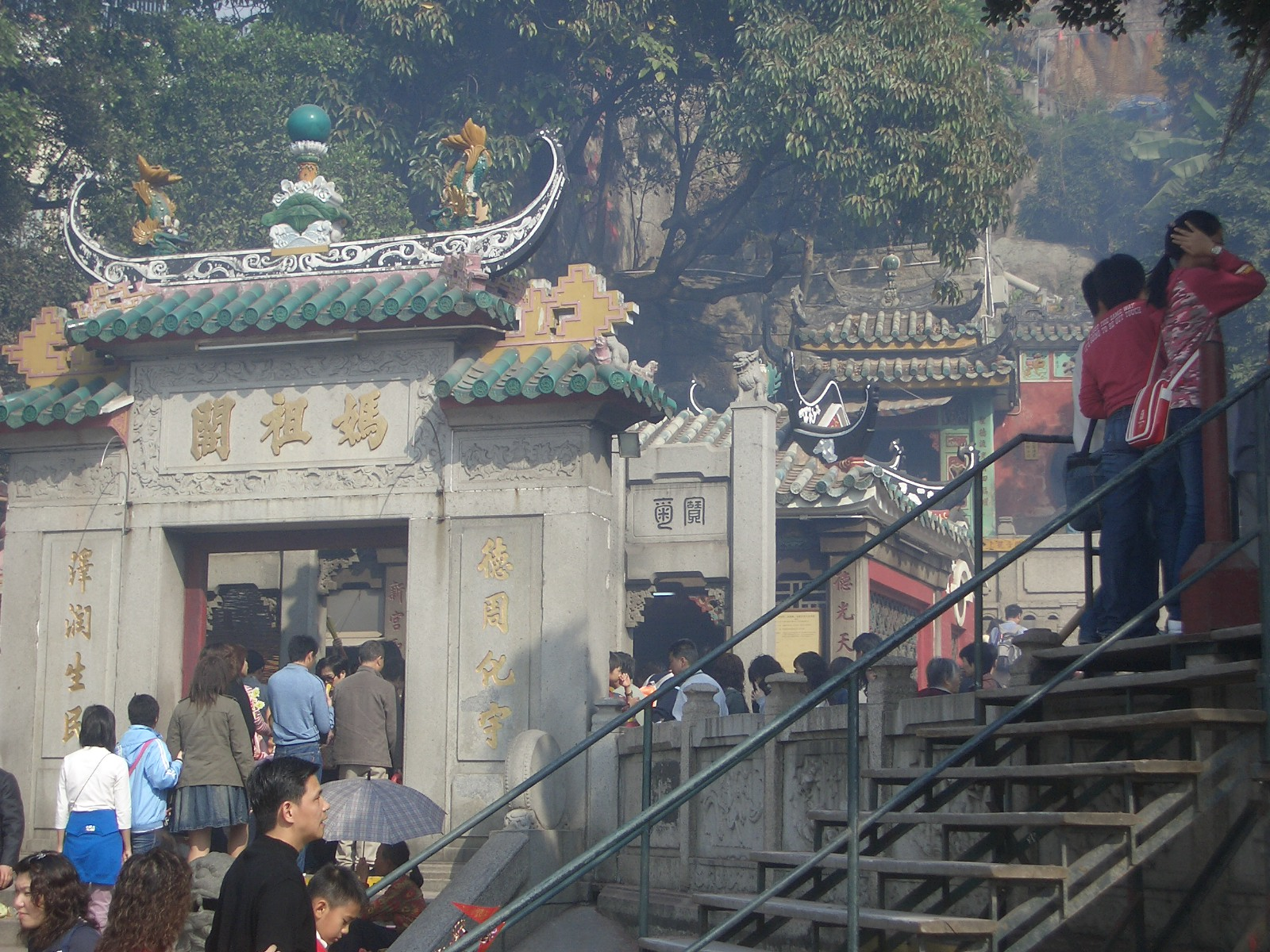
媽閣廟

普濟禪院外院

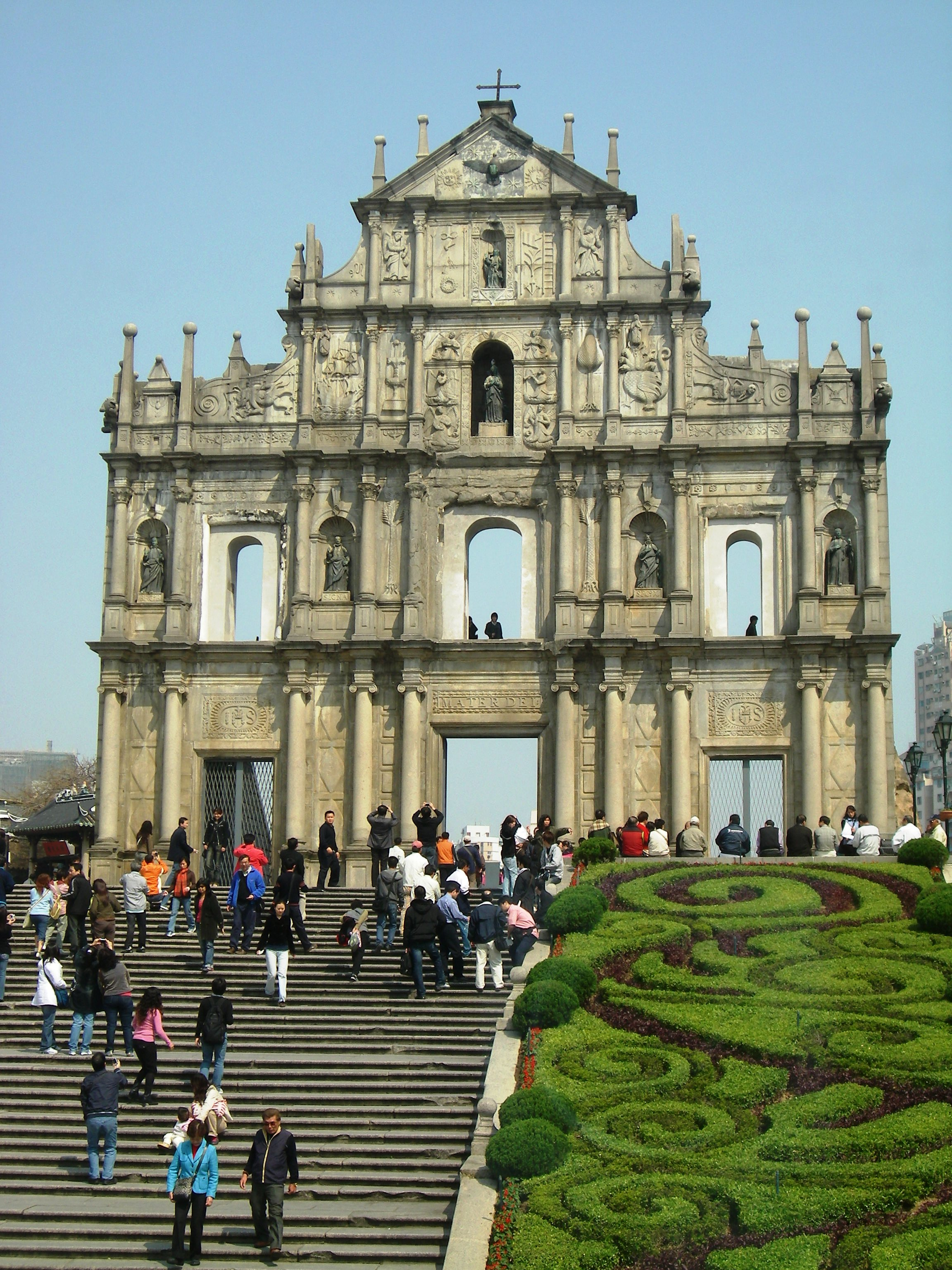
大三巴牌坊

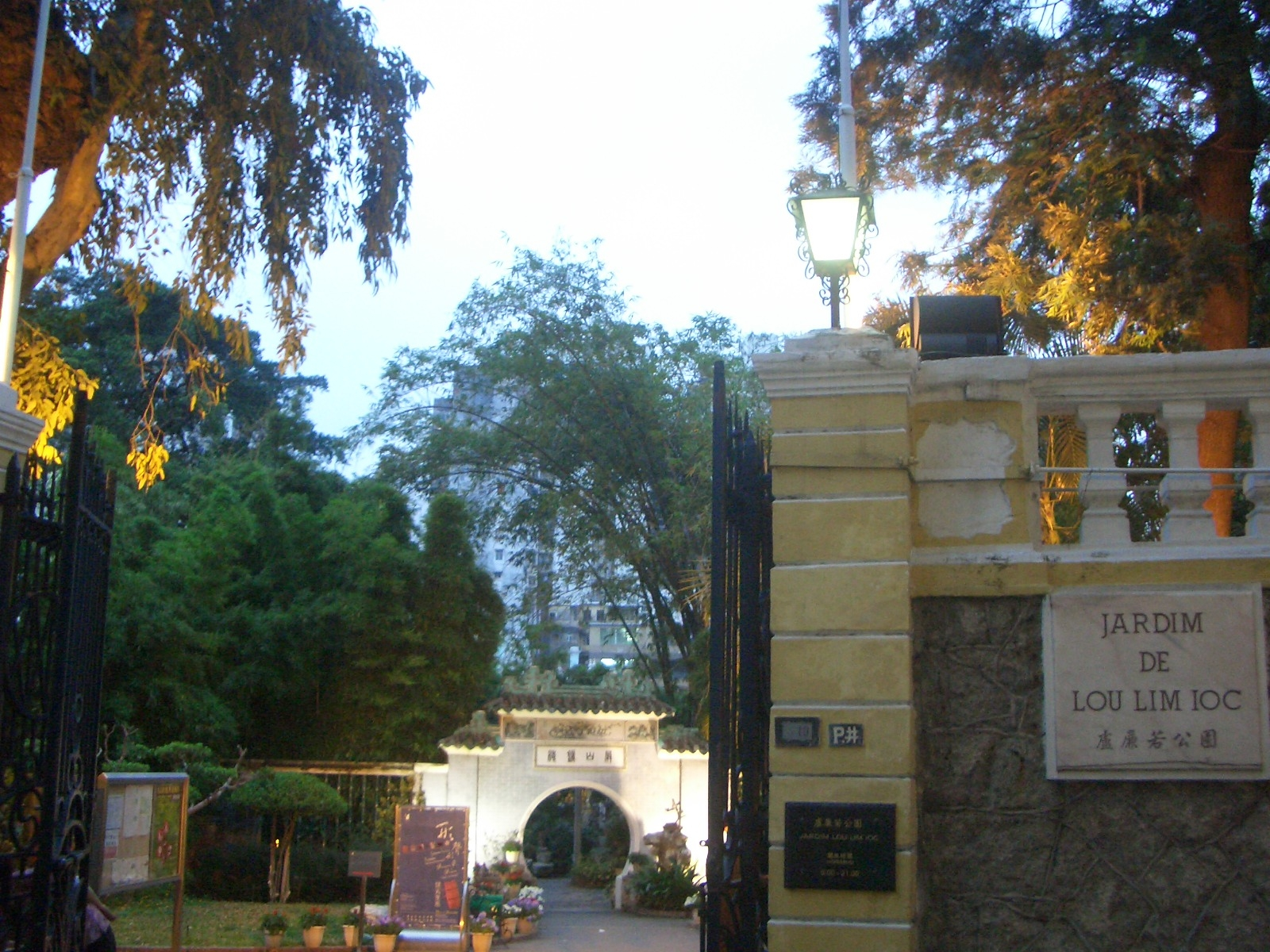
盧廉若公園門外內望

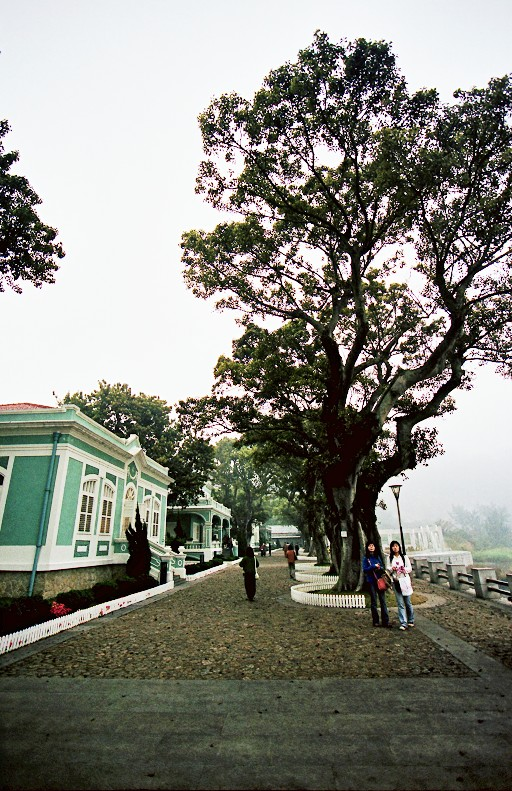
龍環葡韻一角

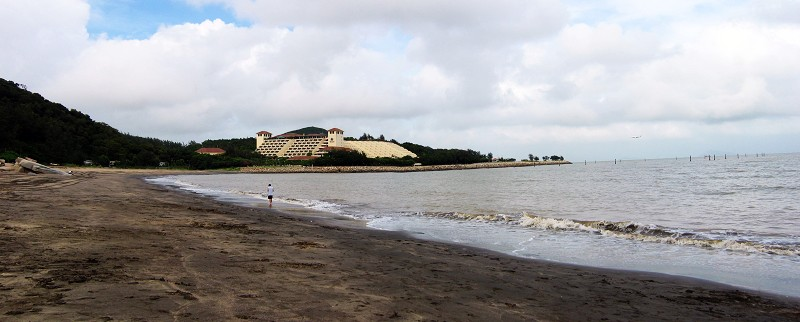
黑沙海灘

## 澳門八景

### 燈塔松濤
- 松山炮台：位於澳門半島的最高點，建於1637－1638年。
- 松山燈塔（又稱東望洋燈塔）：是中國沿海地區最古老的燈塔。

### 鏡海長虹
- 澳門友誼大橋：連接澳門半島與氹仔最長的一條大橋。
- 澳氹大橋：曾是世界最長的連續樑橋。

### 媽閣紫煙
- 媽閣廟（稱媽祖閣）：建於明朝弘治年間，是見證澳門開埠的廟宇。

### 普濟尋幽
- 普濟禪院（俗稱觀音堂）：建於明朝天啟年間，是澳門最大的禪院與最具規模的廟宇。

### 三巴聖跡
- 大三巴牌坊：建於1582年（明朝萬曆十年），為大三巴教堂的遺跡，是澳門天主之母教堂正面前壁的遺址，也是澳門的標誌性建築物之一。2005年與澳門歷史城區的其他文物成為世界文化遺產。

- 大三巴大炮台：原是大三巴教堂的祭天台，曾為中央炮台軍事禁區。

### 盧園探勝
- 盧廉若公園（簡稱盧園，別稱盧九公園）：融匯蘇州園林與南方園林於一體的特色，曾是澳門三大名園之一。

### 龍環葡韻
- 龍環葡韻住宅式博物館：落成於1921年的葡式別墅，展現歐陸風韻。
- 整個景區還包括：嘉模聖母堂、十字花園、氹仔市政花園

### 黑沙踏浪
- 黑沙海灘：奇特的黑色細沙，為澳門最大天然海濱浴場。